# Álvaro XV do Congo
Álvaro XV Afonso (???? - 1923) foi o manicongo titular em São Salvador entre 1915 até sua morte em 1923. Manteve um título simbólico de soberano do já extinto Reino do Congo, que havia sido anexado á Angola Portuguesa em 1914. 

## Biografia
Com a destituição de Manuel III em 1915, um conselho de chefes, representantes da igreja e políticos influentes elegem Noso Álvaro Nzingu, chefe de Impondani, como novo manicongo. Álvaro era linhagem Quivuzi e se manteve neutro durante a revolta do Congo. Tornou-se então Álvaro XV Afonso, que reinou simbolicamente e culturalmente em São Salvador até 1923. 